# Административное деление Грозного

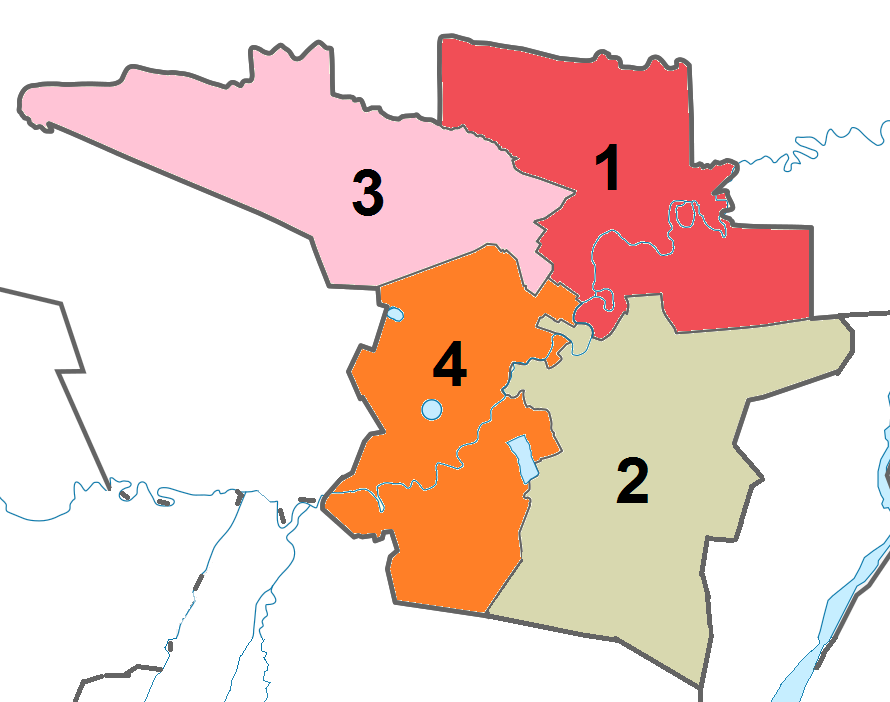
Внутригородские районы города Грозного:
1. Ахматовский;
2. Байсангуровский;
3. Висаитовский;
4. Шейх-Мансуровский.

Город Грозный, столица Чеченской Республики, делится на четыре внутригородских района.
В рамках административно-территориального устройства ЧР, он является городом республиканского значения.
В рамках местного самоуправления, город составляет муниципальное образование город Грозный со статусом городского округа.
Районы города не являются муниципальными образованиями.

## Внутригородские районы
|    | Современное название | Прежнее название   | Площадь, км² | Население, чел. | Код ОКАТО  |
| -- | -------------------- | ------------------ | ------------ | --------------- | ---------- |
| 1. | Ахматовский          | Ленинский          | 69,27        | ↗106 615        | 96 401 364 |
| 2. | Байсангуровский      | Октябрьский        | 59,43        | ↗81 126         | 96 401 366 |
| 3. | Висаитовский         | Старопромысловский | 90,00        | ↗68 708         | 96 401 372 |
| 4. | Шейх-Мансуровский    | Заводской          | 78,00        | ↗77 223         | 96 401 362 |
|    | всего город Грозный  |                    |              | ↗399 286        | 96 401 000 |

В районах действуют префектуры, которые являются территориальными органами мэрии Грозного и осуществляют на территории района исполнительно-распорядительные полномочия в пределах своей компетенции и которые возглавляются префектами районов Грозного.
Запланировано создание пятого района города с наименованием Путинский.

## Территориальные округа
Каждый из районов делится на территориальные округа с номерными наименованиями: Шейх-Мансуровский, Байсангуровский, Висаитовский — от ТО № 1 до ТО № 5, Ахматовский — № 1 и от № 3 до № 7 (ТО № 2 отсутствует). Всего в Грозном 21 ТО.

## Внутригородские посёлки
В составе районов города Грозного выделяются внутригородские посёлки (городки, микрорайоны, участки):
Ахматовский (Ленинский) район:	
1. пос. Родина, с 1.01.2021 пос. имени Исаева Хусейна Абубакаровича
2. пос. Калинина
3. пос. Алхан-Чурт
4. пос. Старая Сунжа
5. пос. Бароновка, с 1.01.2021 пос. Барановка
6. пос. Башировка
7. микр. Ипподромный
8. пос. РТС

Байсангуровский (Октябрьский) район:
1. пос. 3-й совхоз, с 1.01.2021 пос. имени Дени-Шейха Арсанова
2. пос. Мичурина, с 1.01.2021 пос. имени Шейха Дауда-Хаджи Хаджимусаева
3. пос. Ханкала
4. пос. Окружной
5. 12 участок
6. 30 участок, с 1.01.2021 пос. Суьйр-Корт
7. пос. Орцин-Мохк (35 и 56 участки)
8. пос. Гикало[19], с 1.01.2021 пос. имени Жамалайли Элиханова
9. пос. Пригородное[19], с 1.01.2021 пос. имени Шейха Изнаура Несерхоева

Висаитовский (Старопромысловский) район:
1. пос. Ташкала
2. пос. Катаяма
3. пос. Берёзка
4. г-к Иванова, с 1.01.2021 пос. имени Дадин Айбики
5. пос. Солёная Балка, с 1.01.2021 пос. Дарбан-Хи
6. пос. Возрождение
7. пос. Бутенко
8. г-к Маяковского
9. пос. Грозненский
10. пос. Красная турбина
11. г-к Нефтемайск
12. г-к Новый Нефтемайск
13. пос. Загряжский
14. пос. Мельникова
15. пос. Артёмовский элеватор
16. Старый посёлок
17. 36-й участок

Шейх-Мансуровский (Заводской) район:	
1. пос. Войкова
2. пос. Кирова
3. пос. Андреевская долина
4. пос. Карпинский курган
5. пос. Строителей
6. пос. Подгорный
7. пос. Алды (Черноречье)

В конце декабря 2020 года ряд внутригородских посёлков после проведения опроса было решено переименовать: посёлок Гикало в посёлок им. Джамлайла Элиханова, Пригородное — в посёлок им. шейха Изнаура Несерхоева, посёлок Родина — в посёлок им. Хусейна Исаева, посёлок 3-й совхоз — в посёлок им. Дени-Шейха Арсанова, посёлок Мичурина — в посёлок им. шейха Дауда-Хаджи Хаджимусаева, посёлок Солёная балка — в посёлок Дарбан-Хи, 30 участок — в посёлок Суьйр-Корт, городок Иванова — в посёлок им. Дадин Айбики. Помимо этого, посёлки Бароновка и Башировка объединяются под названием посёлок им. Кишиевых (им. шейха Кунта-Хаджи Кишиева).

## История
В 1920-е годы в связи с плановым развитием города, в Грозном начинают формироваться его основные современные районы, связанные с освоением месторождений нефти — Старопромысловский (Висаитовский), Новопромысловский (Байсангуровский) — и переработкой нефти — Заводской (Шейх-Мансуровский) район. Центральная часть города вместе с прилегающими микрорайонами образовала Ленинский (Ахматовский) район.
Городом республиканского подчинения Грозный стал с образованием Чечено-Ингушской АССР в 1936 году, затем был городом областного значения, с 1957 года с восстановлением Чечено-Ингушской АССР снова стал городом республиканского подчинения. С 1993 года — Чеченской Республики Российской Федерации.
Административно в 1936—1938 годы в Грозном были выделены Молотовский, Октябрьский, Орджоникидзевский, Сталинский, Старопромышленный (затем Старо-Промысловский) районы. 12 сентября 1957 года Молотовский район был переименован в Ленинский. Также к 1959 году Орджоникидзевский район был включён в Сталинский, который в 1961 году был переименован в Заводской.
С передачей 1 января 2020 года из состава Грозненского района в городской округ город Грозный территорий Пригородненского и Гикаловского сельских поселений, в структуре мэрии города Грозного были одновременно созданы администрация села Пригородное и администрация посёлка Гикало. В конце апреля 2020 года было принято решение о включении села Пригородное и посёлка Гикало в городскую черту, в Октябрьский район города Грозного, в качестве внутригородских посёлков к 1 января 2021 года. Ранее, в марте 2020 года, в рамках административно-территориального устройства ЧР, в Грозном было предложено выделить внутригородские посёлки как составные части города, под которой понимается локализованная территория с относительно обособленной инфраструктурой жизнедеятельности.
29 декабря 2020 года в результате голосования районы сменили названия: Заводской, Октябрьский, Старопромысловский и Ленинский районы стали соответственно Шейх-Мансуровским, Байсангуровским, Висаитовским и Ахматовским районами.
27 декабря 2022 года были внесены существенные изменения в границы всех районов.